# Алифанов, Николай Григорьевич
Никола́й Григо́рьевич Алифа́нов (9 [22] июля 1912, Алфёрово, Екатеринославская губерния — 6 февраля 1986, Горький) — советский военнослужащий, Герой Советского Союза (1 мая 1957), заслуженный лётчик-испытатель СССР (16 марта 1963), полковник (1949).

## Биография
Родился 9 (22) июля 1912 года в селе Алфёрово (ныне — село Долинское Пятихатского района Днепропетровской области). Воспитывался в детском доме. Окончил школу ФЗУ, работал токарем. В 1930 году окончил рабфак и Харьковскую школу пилотов ОСОАВИАХИМа.
В армии с 1931 года. В 1932 году окончил Сталинградскую военную авиационную школу лётчиков. Служил в строевых частях ВВС (в Белорусском военном округе). В 1936—1937 годах — лётчик-инструктор Одесской школы воздушного боя.
С ноября 1937 года по апрель 1938 года участвовал в боевых действиях в Китае. На истребителе И-15 совершил 30 боевых вылетов, провёл 1 воздушный бой, в ходе которого был ранен в грудь навылет и покинул самолёт с парашютом.
С 1938 года по 1942 год — лётчик-испытатель военной приёмки авиационного завода № 21 в городе Горький. Испытывал серийные истребители И-16, ЛаГГ-3 и их модификации.
Участник Великой Отечественной войны: в октябре 1942-феврале 1943 — командир авиаэскадрильи, в феврале 1943-августе 1944 — командир 263-го истребительного авиационного полка. Воевал на Волховском, Калининском, Степном, Западном и 1-м Белорусском фронтах. Участвовал в обороне Ленинграда, Курской битве и освобождении Белоруссии. Совершил 24 боевых вылета на истребителе Ла-5, провёл 6 воздушных боёв, в которых сбил лично 4 и в составе группы 1 самолёт противника.
С 1944 года по 1965 год — лётчик-испытатель Горьковского авиационного завода. Испытывал серийные истребители: поршневые — Ла-7, Ла-9 и Ла-11; реактивные — Ла-15, МиГ-15, МиГ-17, МиГ-19, МиГ-21 и их модификации.
За мужество и героизм, проявленные при испытании новой авиационной техники, полковнику Алифанову Николаю Григорьевичу Указом Президиума Верховного Совета СССР от 1 мая 1957 года присвоено звание Героя Советского Союза с вручением ордена Ленина и медали «Золотая Звезда».
С июня 1965 года полковник Н. Г. Алифанов — в запасе. До 1971 года работал заместителем начальника лётно-испытательной станции Горьковского авиационного завода по лётной части.
Жил в городе Горький (ныне — Нижний Новгород). Умер 6 февраля 1986 года. Похоронен на кладбище «Марьина Роща» в городе Нижний Новгород.

## Награды
- Герой Советского Союза (1.05.1957);
- орден Ленина (1.05.1957);
- трижды Орден Красного Знамени (14.11.1938; 10.04.1943; 5.11.1954);
- дважды Орден Отечественной войны 1-й степени (11.12.1943; 11.03.1985);
- орден Красной Звезды (5.11.1946);
- медали;
- Заслуженный лётчик-испытатель СССР (16.03.1963).